# Memories Corner
Pour plus de détails, voir Fiche technique et Distribution.
Memories Corner est un film franco-canadien réalisé par Audrey Fouché, sorti en France le 23 mai 2012 et au Japon le 23 février 2013.

## Synopsis
Ada Servier est une jeune journaliste française. Elle se rend au Japon pour couvrir les manifestations commémoratives du Séisme de 1995 de Kōbe. Sur place, accompagnée d'un interprète, elle suit un groupe de bénévoles qui rendent visite aux survivants du tremblement de terre dans les bâtiments construits par la ville après le séisme. Elle se lie avec Kenji, l'un de ces rescapés, mais son interprète lui déconseille cette relation sans vouloir lui expliquer pourquoi.
En continuant à se rapprocher de Kenji, Ada finira par comprendre quel est le lourd secret qu'il porte.

## Fiche technique
- Titre : Memories Corner
- Réalisation, scénario et dialogues : Audrey Fouché
- Producteur Exécutif : Mat Troi Day
- Décors : André Fonsny
- Costumes : Laurence Benoit
- Photo : Nicolas Gaurin
- Montage : Nicolas Desmaison, Maxime-Claude L'Écuyer
- Musique : The Besnard Lakes
- Producteurs : Jérôme Vidal, Luc Châtelain, Stéphanie Pages
- Sociétés de production : Noodles Production, Echo Media, France 3 Cinéma
- Distribution : BAC Films
- Pays d'origine :  France
- Langue : français, japonais
- Genre : drame
- Durée : 90 minutes
- Date de sortie :
  -  France : 23 mai 2012[1]
  -  Japon : 23 février 2013

## Distribution
- Déborah François : Ada Servier
- Hidetoshi Nishijima
- Hiroshi Abe
- François Papineau

## Sélections en festival
- Sélection au Festival international du film de Pusan (Corée du Sud), 2011, Section Flash Forward[2].

## Autour du film
- Le tournage s'est déroulé à Kobé en janvier-février 2010